# Sanchezia scandens
Sanchezia scandens là một loài thực vật có hoa trong họ Ô rô. Loài này được (Lindau) Leonard & L.B. Sm. miêu tả khoa học đầu tiên năm 1964.